# Шпигель, Мария Аврора фон
Мария Аврора фон Шпигель (швед. Maria Aurora von Spiegel, урождённая Fatima, также называемая Fatima Kariman и Fatima von Kariman; до 1681 — после 1733) — шведская фрейлина турецкого происхождения, любовница Августа Сильного. Также присутствовала при королевских дворах Польши и Саксонии.

## Биография
Родилась до 1681 года.

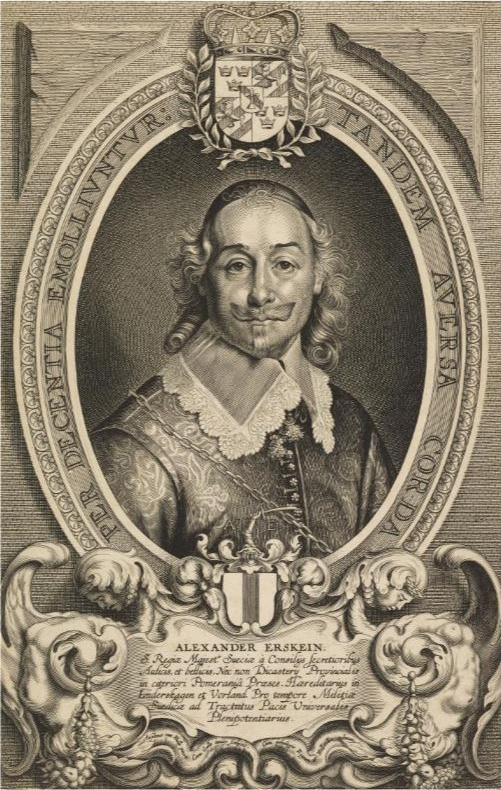
Александр Эрскин

В ходе военных действий Священной Римской империи во время осады Буды победившие воины императорской армии захватили рабов и имущество, принадлежавшее туркам. Шведский барон Александр Эрскин, находившийся на австрийской военной службе, взял четырёх женщин: Raziye (Roosia), Asiye (Eisia), Emine и Fatma (Fatima).
Барон Эрскин вместе с графом Филиппом фон Кёнигсмарком вернулся в Швецию и передал Фатиму сестре Филиппа — графине Марии Авроре фон Кёнигсмарк. Все четыре захваченные женщины были крещены в Стокгольме 7 ноября 1686 года в присутствии королевского двора. Наследный шведский принц Карл и Аврора фон Кёнигсмарк выступили крёстными родителями Фатимы, её окрестили Марией Авророй в честь графини фон Кёнигсмарк. Фатиму обучили этикету и французскому языку, и она стала спутницей Авроры фон Кёнигсмарк.
В 1691 году Мария Аврора фон Кариман вместе с Авророй фон Кёнигсмарк последовала в Саксонию и Польшу, где фон Кёнигсмарк стала любовницей короля Августа Сильного. Фон Кариман часто присутствовала на визитах короля к Авроре фон Кёнигсмарк, и в 1701 году также стала королевской любовницей. В 1706 году король Август выдал Марию Аврору фон Кариман за своего камергера Иоганна Георга Шпигеля (Johann George Spiegel, умер в 1715 году), и она некоторое время жила в имении семьи Шпигель.
У Августа Сильного было много любовниц и ещё больше внебрачных детей, в том числе и от Марии Авроры фон Шпигель: она была матерью графа Фридриха Августа Рутовского и графини Марии Анны Катарины Рутовской, которая некоторое время была замужем за Михаилом Белинским — государственным деятелем Речи Посполитой.
Мария Аврора фон Шпигель оставалась важным лицом при королевском дворе даже после того, как её отношения с Августом прекратились. После смерти короля в 1733 году ей было выдано 8000 талеров согласно его завещания. Дальнейшая судьба фон Шпигель неизвестна.
Умерла после 1733 года.